# Contea di Randolph (Virginia Occidentale)
La contea di Randolph (in inglese Randolph County) è una contea dello Stato della Virginia Occidentale, negli Stati Uniti. La popolazione al censimento del 2000 era di 28 262 abitanti. Il capoluogo di contea è Elkins.